# Aleks Çaçi
Aleks Çaçi, ps. Deme Petriti (ur. 15 sierpnia 1916 we wsi Palasë, okręg Wlora, zm. 23 lutego 1989 w Tiranie) – albański pisarz i publicysta.

## Życiorys
Pochodził z biednej rodziny, o korzeniach greckich, mieszkającej na południu Albanii, w okręgu Himarë. Był synem Gogo Çaçiego i Evanthi. Ukończył szkołę handlową we Wlorze i pracował w miejscowej drukarni. Był związany z grupą komunistyczną działającą w Korczy, będąc zarazem jednym z pierwszych komunistów, działających w Albanii. Należał do współtwórców pisma Wezwanie do wolności (alb. Kushtrimi i lirise), w którym publikował pierwsze swoje wiersze i artykuły. Za swoją działalność polityczną został w 1936 uwięziony i kolejne dwa lata spędził w więzieniu w Beracie. W czasie wojny wydawał nielegalne pismo „Trumpeta Çlirimtare” (Trąbka wolności).
Po zakończeniu wojny i przejęciu władzy przez komunistów, dokończył naukę w szkole i rozpoczął pracę dziennikarza. Kontynuował także działalność literacką, stając się jednym z najbardziej znanych albańskich pisarzy, wiernych formule socrealizmu. W okresie bliskiej współpracy Albanii i Chin (1961-1977) przez kilka lat przebywał w Chinach, pisząc artykuły o tym kraju. Do swojej śmierci działał w Lidze Pisarzy i Artystów Albanii.
Oprócz dzieł literackich miał także na swoim koncie szereg tłumaczeń z greki (Tasos Leivaditīs, Janis Ritsos) i języka włoskiego.
W 1951 kilka z jego opowiadań ukazało się w Polsce, w tłumaczeniach z języka rosyjskiego.
Był żonaty (żona Persefona z d. Jorgoni), miał troje dzieci. Imię Çaçiego noszą ulice w tirańskiej dzielnicy Shkozë i we Wlorze.

## Dzieła
- 1943: Margarita Tutulani
- 1947: Ashtu Myzeqe (Tu jest Muzeqe)
- 1948: Me ty Stalin (Z Tobą, Stalinie, poezja)
- 1951: Këngët e dheut (Pieśni ziemi, poezja)
- 1953: Na hoqën çatinë (Zrywają nam dach)
- 1955: Zarika (poezja)
- 1963: Flamuj të kuq (Czerwony sztandar, poezja)
- 1965: Ëndrrat e mia (Moje sny, dramat)
- 1968: Legjenda e kuqe (Czerwona legenda)
- 1971: I huaj në vendin e tij : tregime dhe përshkrime
- 1972: Erdhi dita jonë (Nadszedł nasz dzień)
- 1973: Fjalë të bardha: vjersha dhe poema
- 1973: Poezia Shqipe (Poezja albańska)
- 1975: Shtëpia përballë diellit (poezja)
- 1976: Tregime te zgjedhura per fëmijë (Opowiadania zebrane dla dzieci)
- 1977: Era e popullit (Epoka ludu)
- 1980: Aroma e tokës (Zapach ziemi, poezja)
- 1983: Bisedë me diellin (Co ludzie mówią, poezja)
- 1985: Kanisk (poezja)
- 1987: Vepra letrare
- 1986: Një mijë vajza të vrara dhe poezi të tjera
- 1987: Vepra letrare (Utwory literackie)

## Tłumaczenia na język polski
- 1951: Zrywają nam dach, opowiadania, tłum. Jerzy Guranowski, Wydawnictwo Czytelnik
- 1951: Muzekie, tłum. W.Bieńkowska, Twórczość 1951/2.
- 1951: Pokój musi zwyciężyć, tłum. Helena Bychowska, Wolność 1951/236.
- 1951: Zabrano nam dach nad głową, tłum. Z.Grotowski, Słowo Polskie 1951/56.